# 阿布茨格明德
阿布茨格明德是德国巴登-符腾堡州的一个市镇。总面积71.60平方公里，总人口7348人，其中男性3638人，女性3710人（2011年12月31日），人口密度103人/平方公里。